# Vitreolina aurata
Vitreolina aurata is een slakkensoort uit de familie van de Eulimidae. De wetenschappelijke naam van de soort is voor het eerst geldig gepubliceerd in 1920 door Hirase.